# Incontrollados
Incontrollados (ofte skrevet som incontrollados) var et dansk hardcore punk band der var aktive mellem 1999 og 2002.
Gruppen startede som Los Incontrollados (eneste politiske hardcore band i Svendborg dengang[kilde mangler]) som duo inkluderende Nikolaj på trommer og Dalle på guitar og vokal, og nåede kun at spille én rigtig koncert som duo før de mødte Lasse ("Las Ballade") i Ungdomshuset i København som overtog mikrofonen.
Efter at have optaget musikken til "Demo 1" og compilationen "Spand" med Pansersværn og Aggressive Turns, fik de et tilbud fra Johan om at spille i Roskilde men de ville i starten ikke rigtig fordi de ikke havde nogen bassist. Johan tog derfor bassen den aften og efter koncerten fortsatte han som bassist i Incontrollados. Nu var line-up'pet fuldendt og Incontrollados begyndte at spille mange forskellige steder, heriblandt end Danmarksturnéen på fem shows på en dag med gigs bl.a. på Svendborg og Frederiksberg Rådhus). 
Senere blev "Demo 2" lavet og Incontrollados udgav også 7"'en "Hvem Vil Det Gavne?" på Kick'n'Punch Recods i 2002 som senere blev udsolgt. Efter udgivelserne blev Incontrollados ved med at spille mange koncerter, men "enden på komedien" kom da bandet kom i en indbyrdes slåskamp under et show i Odense i 2002, hvor de afbrød koncerten og blev opløst med det samme backstage. 
De forskellige medlemmer gik senere ind i andre danske punk bands.

## Medlemmer
- Dalle (Guitar og Baggrundsvokal)
- Nikolaj (Trommer)
- Las Ballade (Vokaler)
- Johan (Bas)

## Diskografi
- "Demo 1" (Spand, 2000)
- "Demo 2" (Maximum O.D, 2001)
- "Hvem Vil Det Gavne?" 7" (Kick'n'Punch Records, 2002)
- "Hvem Vil Det Gavne?" (Maximum O.D, 2002)

Kompilationer
- "SPAND BZ" (Spand, 2000)
- "K-Town Vs." (Spand)
- "0202 Tape" (DIY udgivelse fra Ungeren, 2002)
- "Fåk Danmark" 2x LP (FÅK Pladeselskaber, 2003)
- "København I Ruiner" 2x 7" (Kick N Punch records, 2003)
- "Mittendrin Tapesampler" (Mittendrin Tapes, 2003)